# 1. Sinfonie (Walton)
Die 1. Sinfonie des englischen Komponisten William Walton (1902–1983) wurde 1935 in London unter Hamilton Harty uraufgeführt.

## Entstehung, Uraufführung und Rezeption
1932, im Jahr nach der erfolgreichen Uraufführung seines Chorwerks „Belshazzar's Feast“, begann William Walton mit der Komposition seiner 1. Sinfonie, angeregt durch den Dirigenten und Komponisten Hamilton Harty. Dieser sicherte sich das Anrecht auf die Uraufführung und kündigte sie für März 1934 mit dem London Symphony Orchestra an, dessen Chefdirigent er mittlerweile geworden war. Die Fertigstellung der Sinfonie verzögerte sich jedoch, so dass der Premierentermin verschoben werden musste. Auch zum Ersatztermin am 3. Dezember 1934 fehlte der Schlusssatz, Walton gestattete jedoch, an diesem Tag zumindest die ersten drei Sätze aufführen zu lassen. In dieser unvollständigen Version erklang das Werk im April 1935 noch zwei weitere Male, nun unter dem Dirigat von Malcolm Sargent, bevor Walton im August 1935 auch das Finale vollenden konnte. Am 6. November 1935 fand die definitive Uraufführung der kompletten Sinfonie mit dem BBC Symphony Orchestra unter Leitung von Hamilton Harty in der Londoner Queen’s Hall statt.
Bereits in unvollständigem Zustand hinterließ William Waltons 1. Sinfonie starken Eindruck. Nach der Kompletturaufführung berichtete die Kritik von überwältigendem Schlussapplaus und fünfminütigem Jubel, den der ebenfalls anwesende, 33-jährige Komponist entgegennehmen konnte. Henry Wood hob die dramatische Kraft, Instrumentation, Vitalität und rhythmische Erfindung hervor. Der Komponistenkollege John Ireland schrieb an Walton: „Das Werk hat Sie als das vitalste und originellste Genie Europas bestätigt“.
Bereits fünf Wochen nach der Uraufführung erfolgte die erste Schallplatteneinspielung der Sinfonie unter Leitung von Hamilton Harty für das Label Decca. Aufnahmen in neuerer Zeit entstanden etwa unter Leonard Slatkin, André Previn, Simon Rattle, Colin Davis und Paul Daniel.

## Besetzung und Spieldauer
Die Partitur sieht folgende Besetzung vor: 2 Flöten (2. auch Piccoloflöte), 2 Oboen, 2 Klarinetten, 2 Fagotte, 4 Hörner, 3 Trompeten, 3 Posaunen, Tuba, Pauken (2 Spieler), Kleine Trommel, Becken, Tamtam und Streicher.
Die Aufführungsdauer beträgt etwa 43 Minuten.

## Aufbau und Charakterisierung
Die vier Sätze der Sinfonie tragen folgende Tempobezeichnungen:
1. Allegro assai
2. Presto con malizia
3. Andante con malinconia
4. Maestoso – Allegro, brioso ed ardentemente – Vivacissimo – Maestoso

Das Werk ist der Baroness Imma Doernberg gewidmet, in die Walton zu jener Zeit verliebt war. Noch während der Komposition kam es jedoch zur Trennung und Walton wandte sich der 22 Jahre älteren Alice Wimborne zu. Walton selbst nannte als Inspiration der Sinfonie „das Ende einer Liebesaffäre und den Beginn einer neuen“. In einem Interview 1972 sprach er gar von Eifersuchts- und Hassgefühlen, von denen die Sinfonie getrieben worden sei („driven by jealousy and hatred“).
Waltons 1. Sinfonie trägt keine Tonartbezeichnung, besitzt aber tonale Bezüge, insbesondere zu b-Moll.
Im leise beginnenden Eröffnungssatz erinnern manche Charakteristika im Orchestersatz und die Art der thematischen Entwicklung aus kleinen Zellen an Jean Sibelius. Nach einleitenden Haltetönen der Hörner tritt eine vorantreibende rhythmische Figur der Violinen hinzu. Zusammen mit einer absteigenden Bassfigur und einem Oboenthema bilden sie die vier wichtigsten musikalischen Grundbausteine des ersten Satzes, aus denen eine spannungsreiche, kontrapunktisch komplexe Sonatenstruktur aufgebaut wird. Die Haupttonart b-Moll wechselt später nach B-Dur.
Das dissonanzreiche Scherzo steht überwiegend in e-Moll und ist gemäß seiner Überschrift („con malizia“ bedeutet wörtlich „mit Heimtücke“) von grimmigem Humor erfüllt.
Eine melancholische Passage der Soloflöte eröffnet den dritten Satz, dem sich die Soloklarinette mit einem zweiten Thema anschließt. Der Satz kulminiert in einem leidenschaftlichen Ausbruch, bevor er mit der Eröffnungsmelodie der Flöte leise verklingt.
Das turbulente Finale, dessen Fertigstellung Walton lange beschäftigte, versetzt abrupt in eine kämpferisch-bejahende Stimmung. Der zentrale Satzbereich enthält zwei Fugato-Episoden, nach denen ein kurzes pastorales Zwischenspiel zu einer triumphalen Coda mit durch spannungsreiche Pausen getrennten Schlussakkorden führt.